# 厚含书院
厚含書院（英文：Minerva College），是香港中文大學（深圳）的第六所書院，於2022年创立，并于2023年正式招生。書院受捐於深圳鹤玺实业股份有限公司董事长乔雪，是港中大（深圳）第一所未冠以人名的书院。

## 沿革

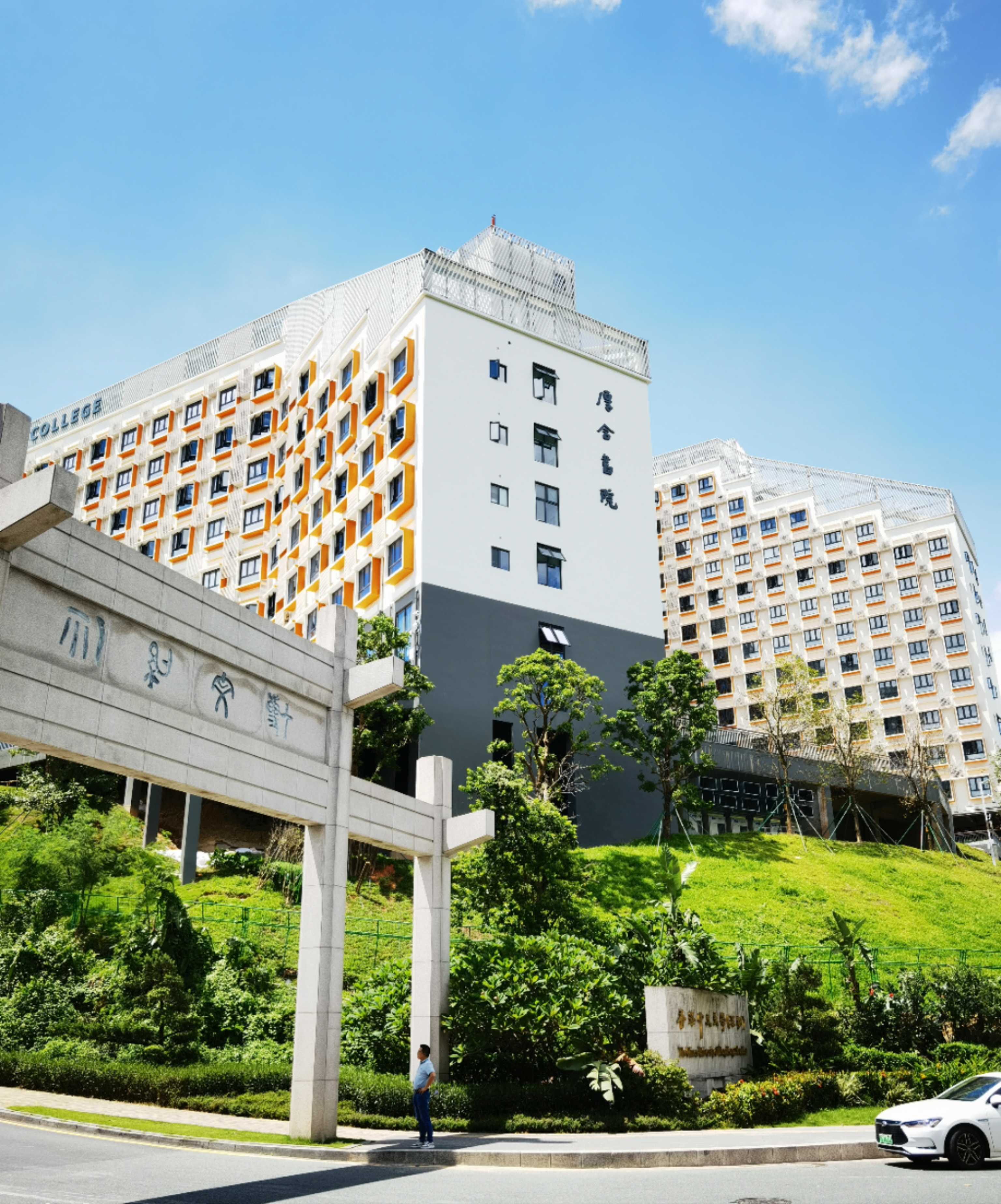
厚含书院外景

2022年9月2日，錦璽唐向香港中文大學（深圳）捐贈協議簽署儀式在大學行政樓舉行，校長徐揚生在儀式上宣布成立第六所書院，并遵照喬雪女士的提議命名為「厚含書院」，英文名為「Minerva College」。
2023年9月8日，厚含书院正式成立典礼及揭牌仪式在大学礼文堂举行。

## 書院架構

### 院務委員會
院务委员会是厚含书院的决策机构，由资深教授和专家组成，负责审议和监督书院的发展规划、教育政策和重要事务，确保书院的教育使命和目标得以实现。
委員名單：
- 唐本忠
- 官永涛
- 谭兆祥
- 邢文
- 王筱平[5]

### 歷任院長
| 屆次 | 姓名       | 任期       | 参考  |
| ---- | ---------- | ---------- | ----- |
| -    | 郑绍远教授 | 2023年8月- | [ 6 ] |